# Provenhuis Paling en Van Foreest

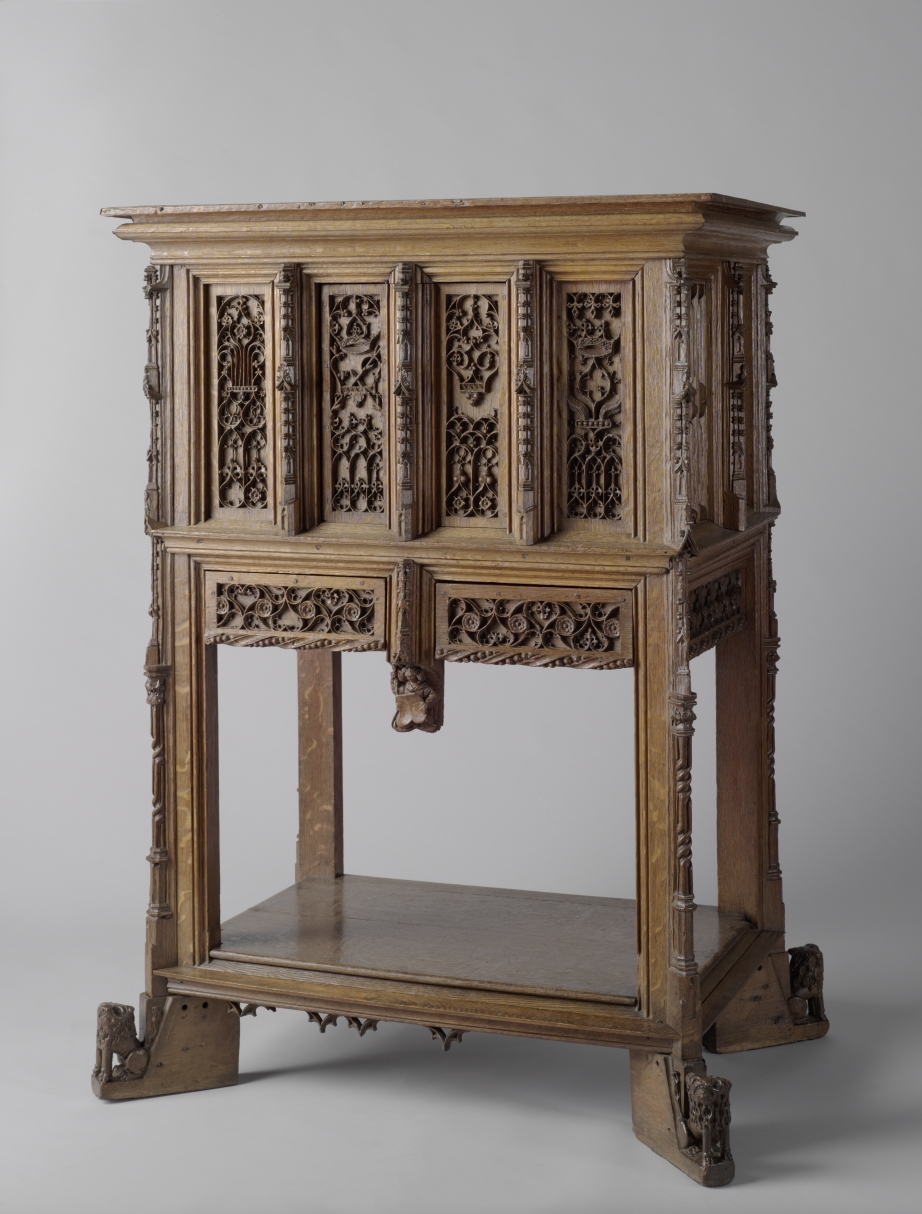
Zestiende-eeuws dressoir uit het hofje van Pailing en van Foreest, deze staat nu in het Rijksmuseum Amsterdam

Het bij de Bergerbrug gelegen provenhuis van Paling en Van Foreest is het oudste hofje van Alkmaar dat nog steeds als zodanig functioneert. Al honderden jaren wordt het hofje bestuurd door een regentencollege waarin leden van de familie Van Foreest zitting hebben.
Het provenhuis moet zijn ontstaan in of kort na 1522. De stichters waren het echtpaar Pieter Claesz. Paling en Josina van Foreest. In de Grote of Sint-Laurenskerk in Alkmaar is hun koperen grafplaat nog aanwezig. Paling, lange jaren burgemeester en rentmeester van de abdij Egmond, was in zijn tijd de rijkste Alkmaarder. Het provenhuis bestond al tijdens hun leven en bevond zich naast hun woning buiten de Geestpoort. Na hun dood werd ook hun ‘groote huys’ onderdeel van het hofje. Het provenhuis kreeg later nog belangrijke legaten uit de erfenis van de enige dochter van het echtpaar, Wilhelmina, en haar man Andries Willemsz. van Sonnevelt.
Na de aanleg van de nieuwe vestingwerken rond 1573 kwam het hofje binnen de stadswallen te liggen, naast de nieuwe Geester- of Bergerpoort. Rond 1600 bestond het complex uit het al eerder genoemde ‘groote huys’, twee aangrenzende woningen aan de Geest en een vijftal huisjes om de hoek, aan de Kanisstraat, waaronder ook het pand op nummer 1. Alle woningen hadden hun voordeur aan de straat.
Het provenhuis werd vanouds bewoond door oude vrouwen. Het oudst overgeleverde reglement van het hofje stamt uit de late 16de eeuw. De bewoonsters dienden te leven in ‘die heilige vreese Gods’, en in ‘goede vreede, liefde ende eendrachticheit’. Op zondag moesten ze in hun huisjes bidden en het evangelie lezen. Ze mochten geen honden hebben en hun goederen niet naar de lommerd brengen. Al sinds de jaren tachtig van de 16de eeuw woonden er zowel katholieke en gereformeerde (hervormde) vrouwen. Het hofje van Paling en Van Foreest is daarmee het oudste voorbeeld in Alkmaar van een hofje met een religieus gemengde bevolking, een voorbeeld dat door andere provenhuizen zou worden gevolgd. Het verschil in religie veroorzaakte wel problemen. In 1634 werd daarom in de tuin een schutting neergezet om het bleekveld van de gereformeerde vrouwen te scheiden van dat van de katholieke. Pas in 1715 verdween de schutting weer.
De bewoonsters van het hofje woonden gratis en kregen bovendien eens per kwartaal, later eens per week, een geldbedrag. Daar kwamen nog allerlei extra uitkeringen bij, deels in natura.
Het bestuur van het hofje bestond uit een college van regenten, bestaande uit familieleden van de stichters. Vanaf het midden van de 18de eeuw hadden bijna alleen vertegenwoordigers van de familie Van Foreest zitting in het college.

## Bouwstijl
Oorspronkelijk bestond het hofje uit een hoofdgebouw met een unieke en sierlijke topgevel aan de Geest. In de periode 1583-1587 werden er 2 kamers aan de Kanisstraat bijgebouwd. Het hoofdgebouw moet in de periode 1860-1864 zijn afgebroken en vervangen door een bescheiden hoekpand, dat sindsdien uitsluitend als conciërgewoning dienstdoet en dat geen regentenkamer heeft. Behouden bleef wel de oude, halfronde gevelsteen met de daarop in reliëf uitgehouwen Alliantiewapens Paling-Van Foreest en Van Oudshoorn-Paling, als boogvulling boven de ingang van de huidige hoekwoning. Vóór 1885 werd het hofje uitgebreid met 4 nieuwe woningen langs het inmiddels in een park veranderde Bolwerk. Daarmee ontstond een geheel ingesloten binnenhof. In 1984 is het hofje gerenoveerd en zijn verschillende woningen samengevoegd om de woonruimten te vergroten. Tegenwoordig biedt het hofje onderdak aan 12 dames en een huismeestersechtpaar.
Tijdens de herbouw in de periode 1860-1864 is op de zolder van het provenhuis een unieke laat-Gotische credens/dressoir aangetroffen die waarschijnlijk behoorde tot de Alkmaarse schutterij. Het stuk is in 1862 verkocht aan het Koninklijk Oudheidkundig Genootschap en nu een van de pronkstukken in het Rijksmuseum. Het provenhuis bezit nog steeds een zeer belangrijke schilderijencollectie. Deze collectie is in bruikleen gegeven aan het Stedelijk Museum Alkmaar bij oprichting van deze instelling in 1875.